# سنوات حكم الملوك الإنجليز
سنوات الملكية البريطانية هي سنوات الحكم الرسمية لملوك مملكة إنجلترا من عام 1066، ومملكة بريطانيا العظمى من مايو 1707 إلى يناير 1801، والمملكة المتحدة منذ يناير 1801 إلى الآن. التقويم الملكي لا يزال يُستخدم في العديد من الوثائق الرسمية للحكومة البريطانية والوثائق القانونية ذات الأهمية التاريخية، ولا سيما القوانين البرلمانية.

## نظرة عامة
لعدة قرون كان تأريخ الوثائق الرسمية العامة الإنجليزية يستخدم سنوات حكم الملك الحاكم. فكان يتم الإشارة إلى القوانين البرلمانية باستخدام سنة الجلوس على العرش، على سبيل المثال، يشار رسميًا إلى قانون المطابقة العرضية لعام 1711 باعتباره "10 Anne c.6" (يُقرأ كـ «الفصل السادس من النظام الأساسي للدورة البرلمانية الذي انعقد في السنة العاشرة من عهد الملكة آن»). في حالة وجود جلسة ثانية أو برلمان ثانٍ في نفس العام يتم إعادة تعيين ترقيم الفصل. فيستخدم إما "s. 2" أو "sess. 2" للإشارة إلى الجلسة الثانية، أو "Stat. 2" للإشارة إلى برلمان ثانٍ سيتم إضافته. على سبيل المثال يُشار إلى قانون امتياز الملكة ريجنت رقم 1554 باعتباره «1 ماري. s. 3 c. 1» لأنه كان أول قانون تم إقراره في الدورة الثالثة للبرلمان التي بدأت في السنة الأولى من حكم الملكة ماري، وقانون مكافحة الشغب يُشار إليه على أنه "1 Geo 1 Stat. 2. c. 5."، كونه الفصل الخامس الذي تم إقراره في البرلمان الثاني في السنة الأولى من عهد جورج الأول.
يتم احتساب سنوات حكم الملك من التاريخ الرسمي (السنة والشهر واليوم) لتتويج الملك. على سبيل المثال تم تتويج الملك جورج الثالث في 25 أكتوبر 1760، ويمثل ذلك بداية عامه الأول. يبدأ عام التوثيق الثاني في 25 أكتوبر 1761، وسنته الثالثة في 25 أكتوبر 1762، وهكذا. عندما يموت ملك أو يتخلى عن العرش أو يُخلع تنتهي سنة حكمه (سواء أكملت السنة كاملة مجراها أم لا)، وتبدأ سنة جديدة من تاريخ جديد مع ملك جديد.
عندما يبدأ الملوك المختلفون حكمهم في أوقات مختلفة، يختلف الشهر واليوم بالضبط الذي يبدأ فيه العام الجديد باختلاف العهود. على سبيل المثال، يبدأ العام الجديد لإليزابيث الأولى في 17 نوفمبر، وجيمس الأول في 24 مارس، وتشارلز الأول في 27 مارس، وهكذا.
تختلف سنة الحكم عن «السنة القانونية» الرسمية - أي التقويم المستخدم في الأغراض القانونية والمدنية والكنسية. السنة القانونية أيضا لم تتزامن دائما مع تاريخ البدء للسنة التاريخية. حتى القرن الثالث عشر، بدأت السنة القانونية الإنجليزية في عيد الميلاد (25 ديسمبر). من القرن 14 حتى 1752 بدأت السنة القانونية في 25 مارس. تم إعادة تعيين السنة القانونية منذ عام 1752 لتتزامن مع بداية السنة التقويمية التاريخية (1 يناير) (انظر قانون التقويم (نمط جديد) 1750).
يمكن أن تكون اختلافات التاريخ هذه مربكة أيضًا عند فرز التواريخ في المستندات القديمة قبل عام 1753. على سبيل المثال انتهى عهد تشارلز الأول بإعدامه في 30 يناير 1649، ولكن السجلات القانونية المعاصرة مثل مجلات مجلس العموم تسجل هذا كـ 30 يناير 1648. لتفسير هذا التعقيد من المعتاد بالنسبة للمؤرخين الذين يشيرون إلى الأحداث القانونية بين 1 يناير و 25 مارس أن يكتبوا السنة في نسق «مزدوج» (مثل «30 يناير، 1648-49»)، السابقة هي السنة القانونية، والأخيرة هي السنة التاريخية).
وترد سنوات الحكم المدرجة أدناه في التاريخ التاريخي العادي (وليس السنة القانونية). لذلك سيتم تأريخ النظام الأساسي البرلماني الذي تم إقراره، على سبيل المثال، 10 فبراير 1585 (في التاريخ العادي) في السجل الرسمي اعتبارًا من 10 فبراير 1584 (السنة القانونية)، ويقال إنه تم إقراره في نفس الوقت في السنة السابعة والعشرين لإليزابيث الأولى (سنة الحكم التي بدأت في 17 نوفمبر 1584).
قام قانون عام 1750 بإصلاح السنة القانونية رسمياً في إنجلترا واستخدم التقويم الغريغوري في يوم الخميس 14 سبتمبر 1752. وحتى ذلك الحين كانت إنجلترا تستخدم التقويم اليولياني، الذي كان في ذلك الوقت متأخراً أحد عشر يومًا عن تقويم معظم الدول في القارة الأوروبية. لذلك غالبًا ما تختلف الأحداث قبل عام 1752 في السجلات الإنجليزية عن السجلات الأوروبية، ومن الضروري في بعض الأحيان الإشارة إلى كلتا المجموعتين من التواريخ باستخدام ترميز «النمط القديم» (جوليان) و «نمط جديد» (الميلادي)، مثل أسطول ويليام الثالث نزل في إنجلترا في 5 نوفمبر 1688 (قديم) أو 15 نوفمبر 1688 (جديد) (راجع تواريخ Old Style و New Style). تتبع التواريخ في الجدول أدناه تقويم اللغة الإنجليزية (النظام القديم حتى 1752، والنظام الجديد بعد ذلك).
يوضح الجدول التالي تواريخ سنوات حكم ملوك إنجلترا (ثم بريطانيا العظمى)، من 1066 إلى يومنا هذا. هذه تواريخ قانونية رسمية، وقد تتزامن أو لا تتزامن مع ما إذا كان لملك معين سلطة فعلية أم لا في ذلك الوقت. على سبيل المثال نظرًا لإهمال حقبة الكومنولث في السجل الرسمي، يتم قياس سنوات حكم تشارلز الثاني من 30 يناير 1649 (اليوم الذي أُعدم فيه والده تشارلز الأول)؛ نتيجة لذلك عندما أصبح تشارلز الثاني ملكًا في 29 مايو 1660، كان بالفعل في عام حكمه الثاني عشر. (للاطلاع على الجدولة الفعلية للحكام الإنجليز، راجع أي قائمة تقليدية للملوك الإنجليز.)

## جدول تقويم سنوات الحكم
لحساب سنة الحكم من تاريخ معين، فقط اطرح سنة الحكم الأولى من السنة التقويمية المعنية. إذا كان الشهر واليوم يأتيان قبل تاريخ الحكم، لا تفعل شيئا؛ أما إذا أتى في أو بعد تاريخ الحكم فقم بإضافة واحد. بالنسبة إلى عام وليام الثالث بعد وفاة ماري (أي من 28 ديسمبر 1694 وما بعده) - يجب عليك أيضًا إضافة 6.
- مثال 1: 4 يوليو 1776. يقع هذا في عهد جورج الثالث، الذي كانت سنته الأولى 1760؛ أي 1776  –  1760 = السنة 16 من حكمه (4 يوليو قبل 25 أكتوبر).
- مثال 2: 2 مايو 1662. هذا اليوم في عهد تشارلز الثاني، الذي السنة الأولى لحكمه هي 1649. لذلك 1662  –  1649 = 13، إضافة 1 لأن 2 مايو هو بعد 30 يناير، وبالتالي فإن التاريخ يقع في السنة الرابعة عشرة لحكم تشارلز الثاني.
- مثال 3: 31 ديسمبر 1695. يقع هذا اليوم في عهد وليام الثالث وحده (بعد وفاة ماري)، الذي كان عامه الأول "1694"؛ لذلك 1695  –  1694 = 1، أضف 1 لأن 31 ديسمبر يأتي بعد 28 ديسمبر، وأيضًا 6 لأن التاريخ بعد وفاة ماري (في 27 ديسمبر)، لذلك التاريخ يقع في السنة «الثامنة» من حكمه.

| الملك                                | عدد السنوات                               | أول سنة | تاريخ بداية السنة الملكية | تاريخ نهاية السنة الملكية | نهاية آخر سنة  |
| ------------------------------------ | ----------------------------------------- | ------- | ------------------------- | ------------------------- | -------------- |
| ويليام الأول                         | 21                                        | 1066    | 14 أكتوبر                 | 13 أكتوبر                 | 9 سبتمبر 1087  |
| وليام الثاني ملك إنجلترا             | 13                                        | 1087    | 26 سبتمبر                 | 25 سبتمبر                 | 2 أغسطس 1100   |
| هنري الأول ملك إنجلترا               | 36                                        | 1100    | 5 أغسطس                   | 4 أغسطس                   | 1 ديسمبر 1135  |
| ستيفن ملك إنجلترا                    | 19                                        | 1135    | 26 ديسمبر                 | 25 ديسمبر                 | 25 أكتوبر 1154 |
| هنري الثاني ملك إنجلترا              | 35                                        | 1154    | 19 ديسمبر                 | 18 ديسمبر                 | 6 يوليو 1189   |
| ريتشارد الأول ملك إنجلترا            | 10                                        | 1189    | 3 سبتمبر                  | 2 سبتمبر                  | 6 Apr 1199     |
| John                                 | 18                                        | 1199    | May (عيد الصعود)          | May (varied)              | 19 Oct 1216    |
| هنري الثالث ملك إنجلترا              | 57                                        | 1216    | 28 أكتوبر                 | 27 أكتوبر                 | 16 Nov 1272    |
| إدوارد الأول ملك إنجلترا             | 35                                        | 1272    | 20 November               | 20 November               | 7 يوليو 1307   |
| إدوارد الثاني ملك إنجلترا            | 20                                        | 1307    | 8 يوليو                   | 7 يوليو                   | 20 يناير 1327  |
| إدوارد الثالث ملك إنجلترا            | 51 (England), 38 (France)                 | 1327    | 25 يناير                  | 24 يناير                  | 21 Jun 1377    |
| ريتشارد الثاني ملك إنجلترا           | 23                                        | 1377    | 22 يونيو                  | 21 يونيو                  | 29 سبتمبر 1399 |
| هنري الرابع ملك إنجلترا              | 14                                        | 1399    | 30 سبتمبر                 | 29 سبتمبر                 | 20 مارس 1413   |
| هنري الخامس ملك إنجلترا              | 10                                        | 1413    | 21 مارس                   | 20 مارس                   | 31 أغسطس 1422  |
| هنري السادس ملك إنجلترا              | 39 + 1                                    | 1422    | 1 سبتمبر                  | 31 أغسطس                  | 4 مارس 1461    |
| إدوارد الرابع ملك إنجلترا            | 23                                        | 1461    | 4 مارس                    | 3 مارس                    | 9 Apr 1483     |
| إدوارد الخامس                        | 1                                         | 1483    | 9 April                   | 25 يونيو                  | 25 Jun 1483    |
| ريتشارد الثالث ملك إنجلترا           | 3                                         | 1483    | 26 يونيو                  | 25 يونيو                  | 22 أغسطس 1485  |
| هنري السابع ملك إنجلترا              | 24                                        | 1485    | 22 أغسطس                  | 21 أغسطس                  | 21 Apr 1509    |
| هنري الثامن ملك إنجلترا              | 38                                        | 1509    | 22 April                  | 21 April                  | 28 يناير 1547  |
| إدوارد السادس ملك إنجلترا            | 7                                         | 1547    | 28 يناير                  | 27 يناير                  | 6 يوليو 1553   |
| ماري الأولى ملكة إنجلترا             | 2                                         | 1553    | 6 يوليو                   | 5 يوليو                   | 24 يوليو 1554  |
| "فيليب الثاني ملك إسبانيا and Mary"  | 5 & 6                                     | 1554    | 25 يوليو                  | 24 يوليو                  | 17 Nov 1558    |
| إليزابيث الأولى ملكة إنجلترا         | 45                                        | 1558    | 17 November               | 16 November               | 24 مارس 1603   |
| جيمس السادس والأول                   | 23                                        | 1603    | 25 مارس                   | 24 مارس                   | 27 مارس 1625   |
| تشارلز الأول ملك إنجلترا             | 24                                        | 1625    | 27 مارس                   | 26 مارس                   | 30 يناير 1649  |
| تشارلز الثاني ملك إنجلترا            | 37                                        | 1649    | 30 يناير                  | 29 يناير                  | 6 فبراير 1685  |
| جيمس الثاني ملك إنجلترا              | 4                                         | 1685    | 6 فبراير                  | 5 فبراير                  | 11 ديسمبر 1688 |
| "ويليام الثالث ملك إنجلترا and Mary" | 6                                         | 1689    | 13 فبراير                 | 12 فبراير                 | 27 ديسمبر 1694 |
| ويليام الثالث ملك إنجلترا            | 8 (7 to 14)                               | 1694    | 28 ديسمبر                 | 27 ديسمبر                 | 8 مارس 1702    |
| Anne                                 | 13                                        | 1702    | 8 مارس                    | 7 مارس                    | 1 أغسطس 1714   |
| جورج الأول ملك بريطانيا العظمى       | 13                                        | 1714    | 1 أغسطس                   | 31 يوليو                  | 11 يونيو 1727  |
| جورج الثاني ملك بريطانيا العظمى      | 34                                        | 1727    | 11 يونيو                  | 10 يونيو                  | 25 أكتوبر 1760 |
| جورج الثالث ملك المملكة المتحدة      | 60                                        | 1760    | 25 أكتوبر                 | 24 أكتوبر                 | 29 يناير 1820  |
| جورج الرابع ملك المملكة المتحدة      | 11                                        | 1820    | 29 يناير                  | 28 يناير                  | 26 Jun 1830    |
| ويليام الرابع ملك المملكة المتحدة    | 7                                         | 1830    | 26 يونيو                  | 25 يونيو                  | 20 Jun 1837    |
| فيكتوريا ملكة المملكة المتحدة        | 64                                        | 1837    | 20 يونيو                  | 19 Jيونيو                 | 22 يناير 1901  |
| إدوارد السابع ملك المملكة المتحدة    | 10                                        | 1901    | 22 يناير                  | 21 يناير                  | 6 May 1910     |
| جورج الخامس ملك المملكة المتحدة      | 26                                        | 1910    | 6 May                     | 5 May                     | 20 يناير 1936  |
| إدوارد الثامن ملك المملكة المتحدة    | 1                                         | 1936    | 20 يناير                  | 11 ديسمبر                 | 11 ديسمبر 1936 |
| جورج السادس ملك المملكة المتحدة      | 16                                        | 1936    | 11 ديسمبر                 | 10 ديسمبر                 | 5 فبراير 1952  |
| إليزابيث الثانية                     | (ongoing; 2025 = 73 إليز. 2 – 74 إليز. 2) | 1952    | 6 فبراير                  | 5 فبراير                  |                |